# Moduł cumowniczy Mira
Moduł dokujący (ang. Docking Module, ros. стыковочный отсек, przedział cumowniczy), zwany także Mir Docking Module – szósty moduł stacji kosmicznej Mir, wyniesiony w 1995 na pokładzie wahadłowca Atlantis. Został zmontowany w zakładach RKK Energia. Pierwotnie miał służyć jako moduł dokujący dla wahadłowców programu Buran, po jego zamknięciu został wykorzystany w programie Shuttle-Mir, dla ułatwienia dokowania wahadłowców amerykańskich. Pozwoliło to uniknąć przenoszenia modułu Kristałł z portu obwodowego na port osiowy. Moduł został także wykorzystany do wyniesienia na orbitę nowych paneli ogniw słonecznych, do montażu zestawu eksperymentów Mir Environmental Effects Payload oraz jako przestrzeń magazynowa.

## Projekt i budowa

Ostateczna konfiguracja stacji Mir, moduł dokujący zaznaczony na brązowo.

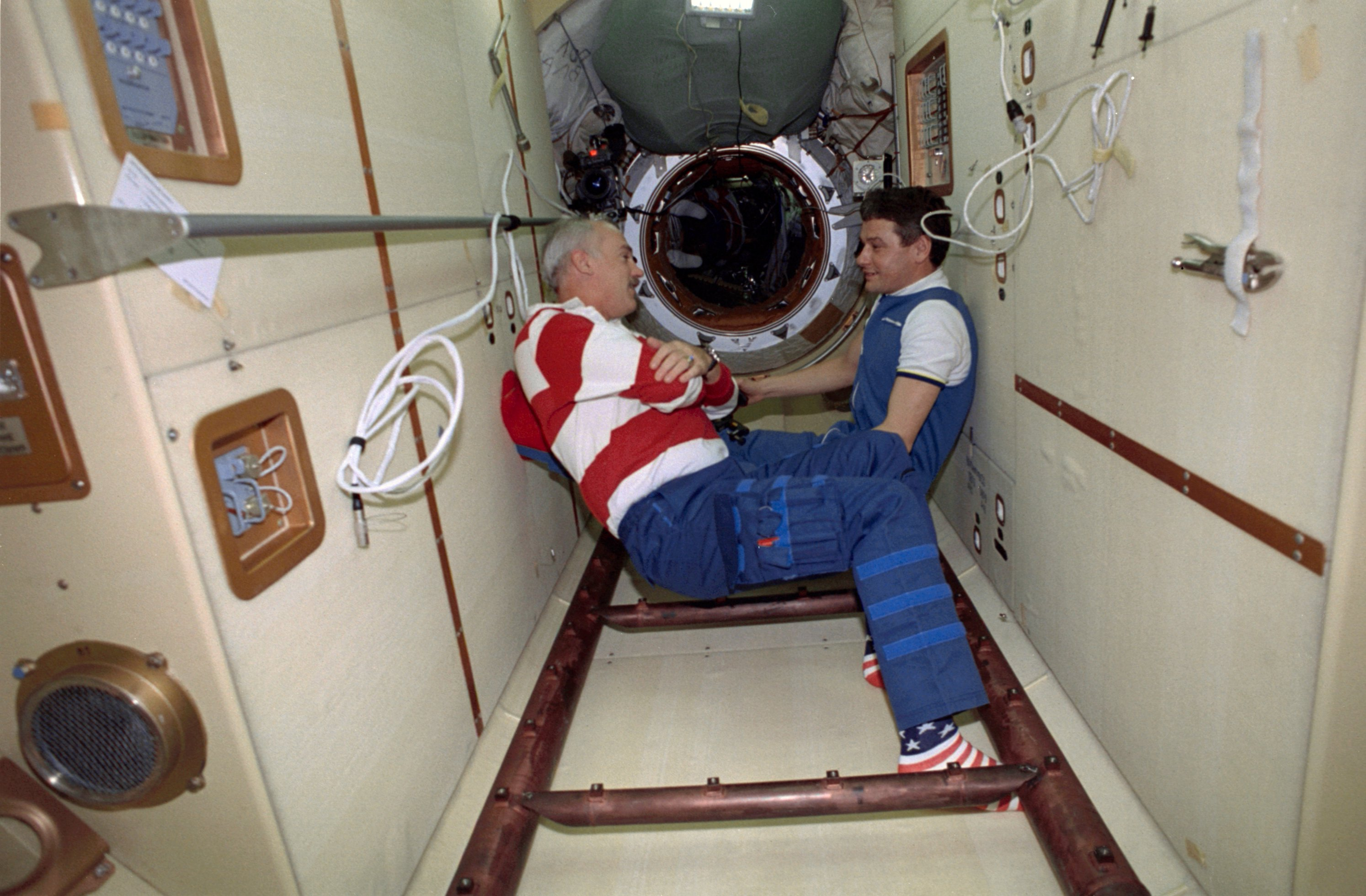
Wnętrze modułu dokującego

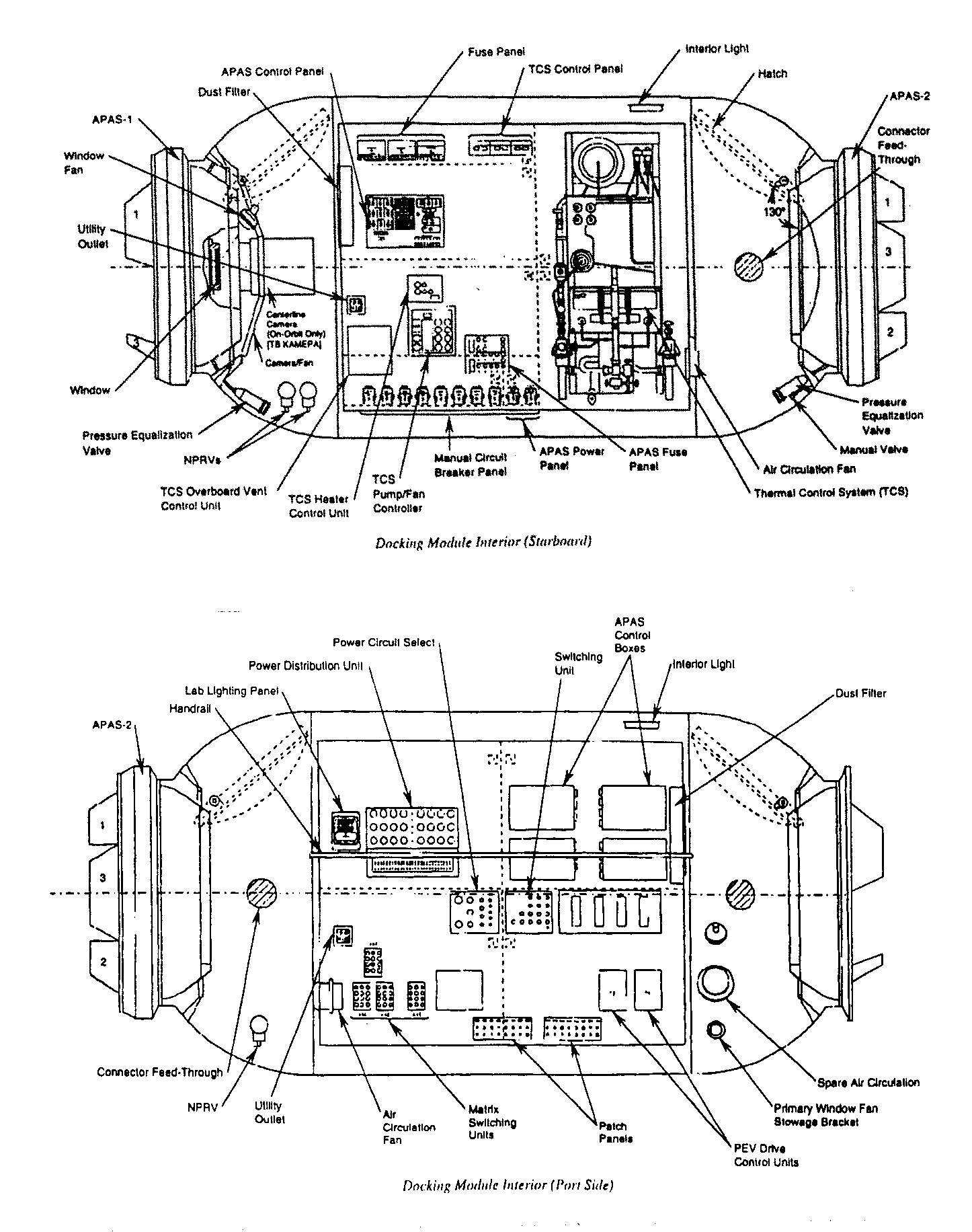
Przekrój modułu

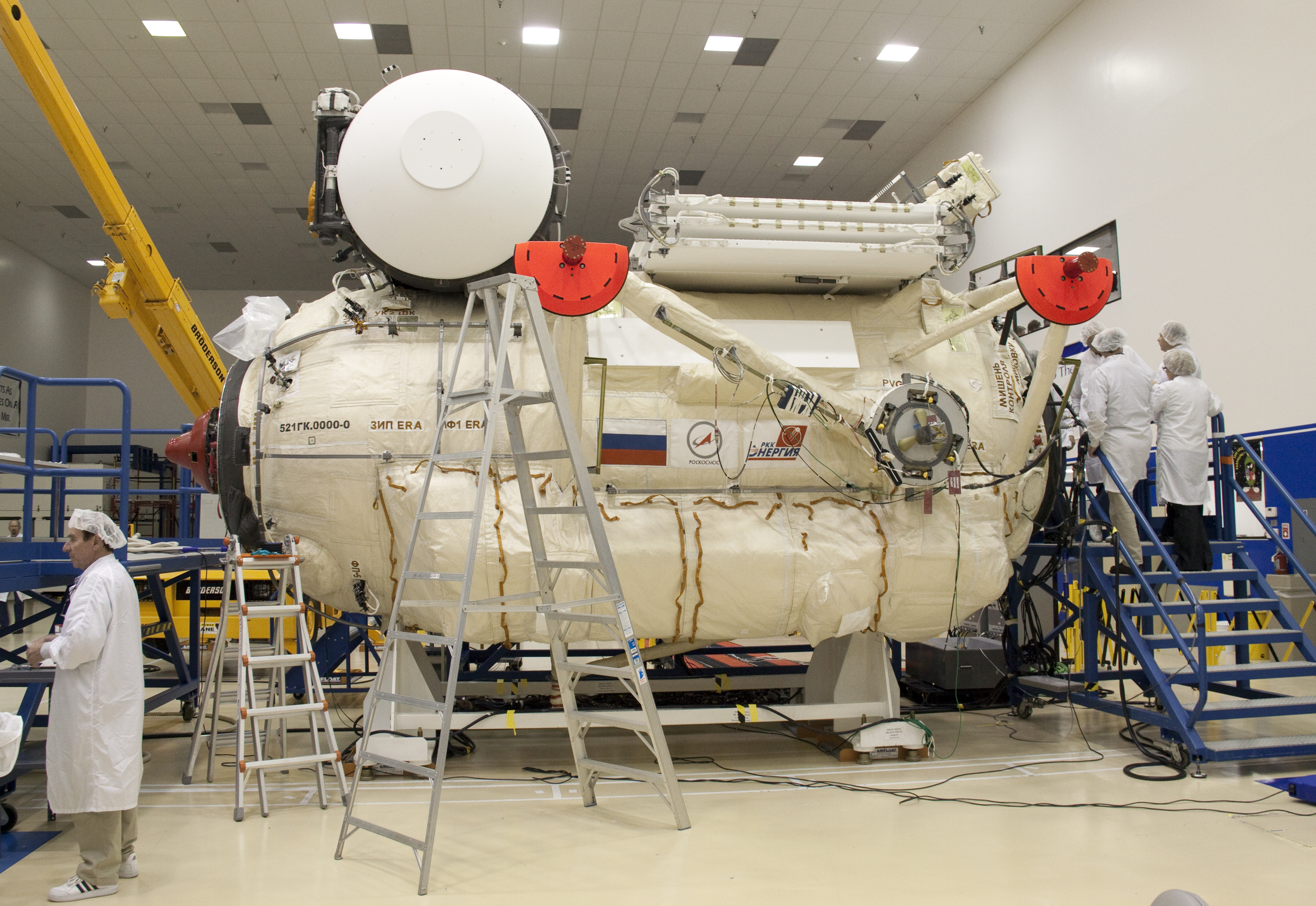
Bliźniaczy moduł Rasswiet

Podstawą projektu Modułu dokującego była pochodząca z 1992 wersja stacji Mir-2, wyposażona w moduł łączący funkcję śluzy i węzła cumowniczego, przeznaczony dla wahadłowców programu Buran. Projekt tego modułu, nazwany SO-1 (ros. стыковочный отсек), został ostatecznie wykorzystany przy budowie modułu Pirs Międzynarodowej Stacji Kosmicznej.
Kiedy uruchomiono program Shuttle-Mir, okazało się, że aby zapewnić amerykańskim wahadłowcom wystarczającą przestrzeń do cumowania, trzeba za każdym razem dokonywać relokacji modułu Kristałł na węzeł osiowy. Czynność ta była czasochłonna. Istniało także niebezpieczeństwo awarii ramienia Lappa, którego uszkodzenie uniemożliwiłoby kolejne cumowania orbiterów amerykańskich i sparaliżowało loty w ramach programu. Wydłużenie modułu Kristałł zapewniłoby konieczną bezpieczną przestrzeń zbliżenia, dlatego zdecydowano się wykorzystać zarzucony projekt modułu dokującego dla Buranów.
Rozmowy między stroną amerykańską i rosyjską w tej sprawie podjęto w maju 1993 roku, zakończono natomiast 1 listopada. Projekt przygotowano w grudniu tego samego roku. Moduł składał się z elementów dwóch przepołowionych przedziałów orbitalnych statku typu Sojuz-TM, konkretnie wersji wykorzystanej w locie Sojuz TM-16, wyposażonej w węzły typu APAS, połączonych cylindrem o identycznej średnicy. Na module zamontowano także pojemniki zawierające nowe panele ogniw fotowoltaicznych. Wyposażono go także we własne systemy kontroli temperatury, transmisji tv oraz telemetrii. Ze względów oszczędnościowych moduł nie został pokryty typowym kocem termicznym w kolorze srebrnym, lecz wykorzystano znajdujący się w magazynie koc w kolorze pomarańczowym.
Ze względu na pilność projektu, został on zmontowany przed przygotowaniem modułu SO-1, a gotowy do lotu sprzęt przekazano do Space Station Processing Facility w Centrum Kennedy’ego 7 czerwca 1995. Moduł został wystrzelony w kosmos na podkładzie wahadłowca Atlantis 12 listopada 1995 roku w trakcie misji STS-74.

## Nowe panele słoneczne i MEEP
Moduł został wykorzystany jako pojazd transportowy dla dwóch nowych baterii ogniw fotowoltaicznych. Zostały przytwierdzone do modułu w pojemnikach, a po zacumowaniu do Mira zamontowane na module Kwant-1 w trakcie spaceru kosmicznego. Pierwsza z baterii, tzw. Mir Cooperative Solar Array, była wspólnym projektem amerykańsko-rosyjskim i służyła jako test sprzętu dla planowanej stacji ISS. Miała powierzchnię 42 m² i była w stanie produkować 6.7 kW energii. Drugą była rosyjska bateria typu MSB. Wedle planów miała zostać zamontowana na module Priroda, ale zmieniono jej lokalizację po przeprojektowaniu modułu. Zastąpiła ona zamontowaną na module Kwant-1 baterię pochodzącą pierwotnie z modułu Kristałł.
Na kadłubie modułu zamontowano zestaw eksperymentów Mir Environmental Effects Payload (MEEP), przeznaczony do badania efektów zderzeń ze śmieciami kosmicznymi oraz ekspozycji na środowisko kosmiczne różnorakich materiałów. Testowano próbki materiałów, planowanych do budowy ISS, co pozwoliło na ocenę ich przydatności w warunkach zbliżonych do planowanych warunków eksploatacji. Zestaw eksperymentów pozwolił także na zbadanie naturalnego zjawiska mikrometeorytów oraz występowania śmieci kosmicznych pochodzących z działalności człowieka. Montażu zestawu na module dokonano w trakcie misji STS-76, natomiast demontażu w czasie misji STS-86.

## Misje
| Orbiter   | Misja  | Data cumowania (UTC)      | Data odcumowania (UTC)       | Uwagi |
| --------- | ------ | ------------------------- | ---------------------------- | --- |
| Atlantis  | STS-74 | 14 listopada 1995 07:17   | 18 listopada 1995 08:15:44   | Moduł został zacumowany do węzła wahadłowca 14 listopada, następnie za pośrednictwem modułu Atlantis zacumował do stacji. |
| Atlantis  | STS-76 | 24 marca 1996 02:34:05    | 29 marca 1996 01:08:03       | Załoga Atlantis zamontowała Mir Environmental Effects Payload na zewnątrz modułu.                                         |
| Atlantis  | STS-79 | 19 września 1996 03:13:18 | 24 września 1996 01:31:34    | [ 10 ] |
| Atlantis  | STS-81 | 15 stycznia 1997 03:54:49 | 20 stycznia 1997 02:15:44    | [ 11 ] |
| Atlantis  | STS-84 | 17 May 1997 02:33:20      | 22 May 1997 01:03:56         | [ 12 ] |
| Atlantis  | STS-86 | 27 września 1997 19:58    | 3 października 1997 17:28:15 | Załoga Atlantis zdemontowała Mir Environmental Effects Payload z modułu.                                                  |
| Endeavour | STS-89 | 24 stycznia 1998 20:14:15 | 29 stycznia 1998 16:56       | [ 13 ] |
| Discovery | STS-91 | 4 czerwca 1998 16:58      | 8 czerwca 1998 16:01         | [ 14 ] |